# Pacifische winterkoning
De Pacifische winterkoning (Troglodytes pacificus of Nannus pacificus) is een zangvogel uit de familie Troglodytidae (Winterkoningen).

## Verspreiding en leefgebied
Deze soort komt voor van Alaska tot de noordwestelijk Verenigde Staten en telt 14 ondersoorten:
- Troglodytes pacificus alascensis: Pribilof-eilanden (zuidwestelijk van Alaska).
- Troglodytes pacificus meligerus: de meest westelijke Aleoeten.
- Troglodytes pacificus kiskensis: de westelijke Aleoeten.
- Troglodytes pacificus tanagensis: westelijk-centrale Aleoeten.
- Troglodytes pacificus seguamensis: centrale Aleoeten.
- Troglodytes pacificus petrophilus: Unalaska (oostelijke Aleoeten).
- Troglodytes pacificus stevensoni: zuidwestelijk Alaska.
- Troglodytes pacificus ochroleucus: de eilanden bezuiden Alaska.
- Troglodytes pacificus semidiensis: het eiland Semidi (zuidelijk van Alaska).
- Troglodytes pacificus helleri: Kodiak en het eiland Afognak (zuidelijk van Alaska).
- Troglodytes pacificus pacificus: zuidoostelijk Alaska, westelijk Canada en de noordwestelijke Verenigde Staten.
- Troglodytes pacificus muiri: zuidwestelijk Oregon tot centraal Californië.
- Troglodytes pacificus obscurior: binnenland van de westelijke Verenigde Staten, ook de kust van centraal Californië.
- Troglodytes pacificus salebrosus: binnenland van de noordwestelijke Verenigde Staten en zuidwestelijk Canada.